# Nika Abuladze

a Compétitions nationales et continentales officielles uniquement.

b Matchs officiels uniquement.
Dernière mise à jour le 23 novembre 2024.
Nika Abuladze (en géorgien : ნიკა აბულაძე), né le 20 août 1995 à Tbilissi (Géorgie), est un joueur international géorgien de rugby à XV jouant au poste de pilier gauche au Montpellier Hérault Rugby en Top 14. 

## Biographie

### Début de carrière en Géorgie (2019-2022)
Nika Abuladze, joueur du RC Kochebi, est intégré en 2019-2020 à l'effectif de l'équipe de Géorgie XV qui prépare sa tournée sud-américaine. Bien que finalement non retenu, il est intégré en 2021 dans l'effectif de l'équipe de Géorgie pour le championnat d'Europe 2021. Le sélectionneur géorgien, Levan Maisashvili, le décrit comme « le meilleur à son poste dans le Didi 10 ». D'abord absent des feuilles de match, il est finalement remplaçant face à la Roumanie, mais n'entre pas en jeu.
En 2021, il intègre la franchise géorgienne du Black Lion qui évolue en Rugby Europe Super Cup, tout en continuant d'évoluer en Didi 10 avec le Kochebi.

### Transfert à Exeter puis Montpellier (depuis 2023)
En mars 2023, Nika Abuladze rejoint le club anglais des Exeter Chiefs, évoluant en Premiership. Il y signe un contrat allant jusqu'à la fin de la saison 2024-2025.
Au mois de juin 2023, il est présélectionné dans un groupe de trente-neuf joueurs pour préparer la Coupe du monde 2023. Le 28 août, il fait partie du groupe final des 33 joueurs sélectionnés pour participer à la compétition en France.
Après seulement un an et demi passé en Angleterre, il quitte les Chiefs et rejoint le Montpellier HR en Top 14 à partir de la saison 2024-2025. Il s'engage dans ce club pour trois ans,.